# Jezgrovni zapadni centralni papuanski jezici
Jezgrovni zapadni centralni papuanski jezici (privatni kod: [nwcp]), malena podskupina od (5) austronezijskih jezika, šira zapadno centralnopapuanska skupina [wcpa] iz Papue NG, u provinciji Central. Predstavnici su: 
- kuni [kse], 2.400 (2000 popis).
- lala ili ala’ala [nrz], 3.000 (2007 SIL).
- mekeo [mek], 19.000 (2003 SIL).
- toura ili doura [don], 1.800 (2007 SIL).
- waima ili roro [rro], 	15.000 (2000 popis).

## Vanjske poveznice
- The Nuclear West Central Papuan Subgroup